# Украинское дальневосточное движение
Украи́нское дальневосто́чное движе́ние (укр. Український далекосхідний рух) — национально-государственная и культурно-просветительская деятельность украинцев с 1917 года на территории бывшей Российской империи в районе Зелёного Клина с претензиями на национально-территориальную и национально-культурную автономию.
Для координации деятельности украинцев в Зелёном Клине были созданы Украинская Дальневосточная Краевая Рада, её исполнительный орган — Украинский Дальневосточный Секретариат, и десять Украинских Окружных Рад, утверждён проект Конституции.
В местах проживания переселенцев организовывались украинские кооперации, объединения и группы, занимавшиеся национальным просвещением населения, культурой и экономикой.
Всё время своего существования движение в Зелёном Клине ориентировалось на объединение с Украинской Народной Республикой и на переселение украинцев Дальнего Востока обратно на Украину.
В октябре-ноябре 1922 года Дальневосточная республика была присоединена к РСФСР и украинское движение вместе с ней было ликвидировано советской властью, которая полностью покорила Дальний Восток.
После ликвидации Дальневосточной республики все украинские государственные органы были перенесены в маньчжурский Харбин, где в 1935 году создали Украинскую национальную колонию в Маньчжурии — единый координационный центр, действовавший и после запрета японской военной администрацией в 1937 году всех украинских организаций.
После Распада СССР и провозглашения независимости Украины была ещё одна попытка возобновить деятельность украинских национальных организаций на Дальнем Востоке. Повсеместно возникали общественные организации, создаваемые украинцами, проживающими в регионе, преимущественно просветительского и культурного направления. 19 марта 1993 года во Владивостоке по инициативе Товарищества украинской культуры Приморского края был проведен V Всеукраинский Дальневосточный Съезд, собравший делегатов от украинских организаций Дальнего Востока. В самом городе часто проводились различные культурные мероприятия (концерты, спектакли, выставки, фестивали). Возобновился выпуск газеты "Українець на Зеленому Клині", предпринимались попытки организации субботней школы для детей по изучению украинского языка, велись переговоры по трансляции радиопередач, но не все планы удалось реализовать.
Сейчас почти всё украинское население Дальнего Востока ассимилировалось. Доля украинцев на 1913 год была около 50 %, а в 2010 году — 2,8 %.

## Название и символика
Дальневосточные Съезды рассматривали два варианта флага украинцев: сине-жёлтый с зелёным клином и зелёный с уменьшенной копией флага Украины на левом верхнем углу.
Территории Приморской и Амурской областей, которые были больше всего населены украинцами, закрепили за собой в украинской среде название «Зелёный Клин». Происхождение связывают с зелёной растительностью Приморья, а также географическим расположением севера Уссурийского края, который «клином» лежит между Маньчжурией и Японским морем. Ещё слово «клин» использовалось в значении определённого земельного участка, земельного угодья, так как здесь украинский крестьянин получал в своё пользование огромные, по сравнению с европейскими, наделы.
Согласно некоторым источникам, эта территория также называлась «Закитайщина».
На юге Дальнего Востока вместе с названием «Зелёный Клин» использовались также «Новая Украина», «Дальневосточная Украина», «Зелёная Украина». В краеведческой литературе использование названия «Дальневосточная Украина» было зафиксировано в 1905 году относительно южной части Уссурийского края.

## История

### Причины переселения
Одной из причин переселения именно украинцев является то, что главным связующим звеном европейской части Российской иимперии с Дальним Востоком была Одесса. Жителям близлежащих украинских губерний было проще добраться до порта. К тому же на Украине не существовало общинного землевладения, поэтому местным крестьянам было легче продать свои личные наделы и отправиться в дальний путь. Крестьяне в российских губерниях этой возможности были лишены вплоть до аграрной реформы Петра Столыпина.
Чтобы ускорить процесс переселения, добровольцам раздавались большие наделы по сто десятин (109 га), тогда как в Черниговской губернии, откуда была большая часть первых украинских переселенцев, давали только 8 десятин. Также велась пропаганда о богатстве Дальнего Востока.

### Переселение украинцев
Начало формирования украинского населения Зелёного Клина связано с присоединением этой местности к Российской империи в 1858—1860 годах, когда сюда начали пребывать первые украинские семьи. Известно, что на юго-восточный регион украинцы попали раньше. Ещё во второй половине XVIII века на Камчатке появились отправленные в ссылку участники Колиивщины. Здесь из них и якутских казаков было образовано камчатское казачество, претерпевшее метисацию с местным коренным населением, из-за чего в начале XX века лишь наличие в лексиконе камчатских казаков отдельных слов свидетельствовало об их украинском происхождении.
Первые украинцы — выходцы из Полтавской губернии — прибывают на территорию Амурской области в 1860—1861 годах, уже в 1863—1864 годах ими были основаны первые украинские селения — Троицкое (1863), Среднебелое и Новотроицкое (1864). На этом этапе украинцы переселялись чумацкими валками через всю Сибирь, поэтому путь с Украины до Зелёного Клина занимал несколько лет. До 1880 года на Дальнем Востоке проживало около 100 000 человек.
Резкий скачок переселения случился после того, как генерал Павел Унтербергер организовал в 1882 году бесплатный перевоз морем из Одессы переселенцев и выделение лучших наделов Приханкайской равнины. В марте 1883 года прибыл пароход с несколькими сотнями переселенцев на борту, в основном из Черниговской губернии. Именно с этого периода начинается массовое заселение Дальнего Востока.
Переселение происходило со всей Поднепровской Украины, но больше всего переселенцев было из Черниговской, Полтавской и Киевской губерний. Вместе с открытием в 1890-х и 1900-х годах Транссибирской магистрали и Китайско-Восточной железной дороги провоз морем переселенцев в 1902 году прекращается. С тех пор перевоз осуществлялся железной дорогой, что только увеличило приток. Когда в 1914 году началась Первая мировая война, на Дальний Восток были депортированы тысячи украинцев Восточной Галиции, Буковины и Закарпатья, попавшие в российский плен в Австро-Венгрии.
Согласно результатам переписи населения 1917 года, в Приморской области проживало 270 700 украинцев, что составило 48,2 % всего населения. В Амурской области насчитывалось 147 400 украинцев или 43,2 % её населения. Также много украинцев попадало в китайскую северную Маньчжурию, где они работали на станциях Китайско-Восточной железной дороги и селились возле неё. На начало XX столетия там проживало 22 000 украинцев.
Уже на начало XX столетия из общей численности населения Дальнего Востока в полтора миллиона, около миллиона человек происходили с Украины. На украинском языке говорило 39,9 % жителей Зелёного Клина, а украинцы составляли 50—60 %. Разница между языком и национальным составом объясняется отсутствием украинских школ и общим негативным отношением властей к украиноязычной инициативе. Несмотря на это, в декабре 1893 года во Владивостоке был основан первый украинский хор. По некоторым данным, украинцев, привыкших к этнонимам «русин» и «казак», записывали русскими.

### Создание первых украинских громад
После Революции в 1905—1907 годах увеличивается количество книг, журналов и газет на украинском языке, развивается театральная и общественная деятельность.
Первой украинской национальной организацией в Зелёном Клине стала «Владивостоцька студентська Українська Громада» («Владивостокская студенческая Украинская Громада») (глава — К. Андрущенко, секретарь — В. Боблий), которая была создана при местном Восточном институте осенью 1907 года, но уже в 1909 году была запрещена министром народного просвещения.
7 декабря 1907 года в Харбине был основан Украинский клуб с библиотекой, труппой при театре и хором. Во время Первой мировой войны клубом организовывался денежный сбор для потерпевших от боевых действий украинцев.
В 1909 году после запрета Украинской громады во Владивостоке был организован «Украинский кружок» (руководители — Юрий Глушко-Мова, И. Мостипан и И. Антонюк), который полулегально существовал до 1917 года. В 1916 году была попытка узаконить украинскую общественную деятельность созданием «Владивостокского украинского общественного благотворительного собрания», но власть и его не допустила к регистрации. С 1909 года в Зелёном Клине регулярно отмечались Шевченковские дни (9 и 10 марта).
В 1910 году в Никольск-Уссурийске было создано общество «Просвещение» (основатели — Й. Переверзев-Розсуда, С. Нижинецкий, П. Хоменко), но и ему было отказано в регистрации. Также К. Кармелюком-Каменским, Й. Переверзевым-Розсудой и М. Каганцой была создана труппа, активно гастролировавшая по Зелёному Клину. Ещё в 1907 году в Никольск-Уссурийске планировалось издательство газеты «Молода Україна». В 1911 году в Александровск-Сахалинском Б. Воблым был создан украинский любительский театральный кружок.
Перед Первой мировой войной во Владивостоке и Никольск-Уссурийске В. Ткаличем и Ю. Глушко-Мовой был организован книжный киоск, продававший периодику и литературу на украинском языке. Единственной законной организацией, действовавшей на территории Зелёного Клина, был Украинский клуб, созданный в 1911 году в Благовещенске (организаторы — Л. Глибоцкий, М. Мацук, О. Грищенко, Л. Шаля, д-р Подгаецкий).
В 1916 году при Украинском клубе в Харбине Украинской дальневосточной громадой была создана украинская начальная школа и Украинский народный дом.

### Начало движения за независимость
Во время Февральской революции в 1917 году появилось новое правительство, прекратившее борьбу с националистическими настроениями народов России, создавая этим рост украинской общественной жизни и появление мелких националистических объединений, которые поначалу не имели общего центра и чёткой цели.
После того, как 17 марта 1917 года в Киеве была создана Украинская центральная рада, 25 марта во Владивостоке появилась украинская Громада, руководимая полковником Фёдором Стешко.
В апреле украинские объединения появились в Хабаровске, Благовещенске, Владивостоке, Имане, Свободном, Никольск-Уссурийске, Харбине и т. д.
Самой большой организацией было Украинское сообщество во Владивостоке, насчитывавшее более 1500 человек, среди которых было много военных местного гарнизона. 30 апреля было издано первое на Дальнем Востоке украинская газета «Українець на Зеленому Клині» («Украинец в Зелёном Клине»). Там публиковались резолюции II Военного съезда в Киеве, Универсалы Центральной рады. Редактором газеты был Дмитрий Боровик.
Весной 1917 года была создана Украинская военная рада при Амурской флотилии, но эта организация просуществовала недолго.
Культурно-просветительскую деятельность организовало общественно-культурное общество «Просвещение», развивалось кооперативное движение, возглавленное украинским кооперативом «Чумак», активизировались ячейки украинских партий — Украинская партия социалистов-революционеров, насчитывавшая около 200 членов, и Украинская социал-демократическая рабочая партия со 150 активистами.
1 мая 1917 года во Владивостоке военные с гражданскими жителями общей численностью более 3000 человек провели демонстрации в честь Дня труда под украинскими флагами, после которых состоялись собрание с речами, в частности, сотника Андруженко и Фёдора Стешко, а также проводы военных на фронт в Европу.

### Государствообразование
24 июня 1917 года в Никольск-Уссурийске состоялся первый «Всеобщий украинский съезд деятелей и гражданства Дальнего Востока», инициированный учительской группой, главой которой был Анисим Ступак. Съезд решил требовать от Временного правительства признания национально-культурной автономии украинского населения, организации украинского войска на Дальнем Востоке, легитимизации Украинской Дальневосточной Краевой Рады и Секретариата.
Съезд учредил исполнительный орган — Временный Дальневосточный Украинский Краевой Комитет, его председателем стал Анисим Ступак. В состав также вошли П. Василенко, Прокопец, И. Игнатенко, А. Попович. Этот комитет должен был наладить руководство местными украинскими организациями на период до II Съезда, скорейший созыв которого также был задачей этого органа.
Сразу после начала работы на делегатов Съезда было оказано давление от российских сил. Например, командование российской армией запретило всем военнопленным галичанам из Австро-Венгрии присутствовать на съездах. Большевистский совет Владивостока принял решение разогнать съезд, который, по их мнению, раскалывал революционное движение, однако солдаты не выполнили приказ.
16 июля в Харбине прошёл съезд делегатов, где был учреждена Украинская Окружная Маньчжурская Рада, возглавляемую военным врачом Иваном Монзолевским. Рада разместилась в здании военного штаба, там же была основана военная секция, которую возглавил адъютант штаба 2-го отдела пограничной охраны Петром Твердовским.
Петр Твердовский на съезде предложил использовать украинский военный корпус для борьбы с большевиками. Эту идею поддержало командование союзных войск Дальнего Востока в лице французского генерала Мориса Жанена, но в правительственных кругах Франции поддержки не было.
Провозглашение 20 ноября Центральной Радой в Киеве Украинской народной республики было поддержано украинцами Харбина, Маньчжурии и всего Зелёного Клина в целом. Телеграммой Манчьжурская Окружная Рада поздравляла Центральную Раду с провозглашением УНР и сообщала, что украинцы Маньчжурии не признают для себя никаких других указаний, кроме распоряжений Украинской Центральной Рады. 10 декабря в честь провозглашения УНР Маньчжурской Окружной Радой был устроен званый ужин на тысячу человек.
4 января 1918 года в Хабаровске начался II Всеобщий Украинский Съезд, куда прибыло много сельского населения, которых интересовал вопрос о переселении обратно на Украину. Крестьянам досталась неплодородная или совсем непригодная для сельского хозяйства земля. На съезд прибыло более 50 делегатов из Приморья, Приамурья, Маньчжурии, Забайкалья и Камчатки. Съезд послал делегатов дальневосточного крестьянства в Киев для согласования разных вопросов. Был выбран новый Временный комитет, состоящий из Гордея Мелашича, Гавриила Кириченко-Могилы и Я. Кушнаренко.
В это время большевики захватили власть в Сибири и пытались взять Зелёный Клин, произошёл бой в Ивановке под Благовещенском. Попытки большевистского мятежа оказались неудачными. Во Владивостоке власть была у японцев, боровшихся с большевиками. Кроме японского десанта, во владивостокской бухте Золотой Рог стояли крейсеры — американский «Бруклин», британский «Суффолк» и японский «Ивами». Союзники объясняли это «защитой интересов своего народа» и помощью России в Первой мировой войне.
Китайские войска смогли взять Маньчжурию, выбив оттуда большевиков, что дало возможность генералу Дмитрию Хорвату создать в Харбине антибольшевистские военные части.
7 апреля 1918 года в Хабаровске был созван III Всеукраинский Съезд, принявший решение провозгласить независимую Украинскую дальневосточную республику и начать организацию украинской армии Дальнего Востока. Руководить процессом должен был Краевой секретариат под началом Юрия Глушко-Мовы, верховным командиром украинских отрядов Дальневосточной самообороны стал полковник Леонид Слищенко.
Несмотря на все усилия, возможным оказалось создать лишь один полк — имени Тараса Шевченко. Полк был безоружным, создан в октябре 1918 года во Владивостоке.
Также на III Съезде была разработана административно-территориальное устройство: регион делился на 10 округов (Украинских окружных рад). Для исполнения распоряжений Окружных Рад был создан Украинский Дальневосточный Секретариат.
После III Съезда Маньчжурская Окружная Рада, почувствовав полноту украинской власти, даже начала выдачу украинских паспортов. Текст документов печатался на трёх языках — на украинском, русском и английском.
Активность украинцев Дальнего Востока была непосредственно связана с событиями на самой Украине. Пока в Киеве правила Центральная Рада, дальневосточные украинцы активно самоорганизовывались и боролись за свои права. С началом падения УНР и ростом влияния большевиков украинское движение на Дальнем Востоке оказалось в очень сложных условиях. Большая часть населения региона усилий украинцев не понимала и, в лучшем случае, относилась к ним нейтрально, другая же часть начала действовать против движения. Потеряла интерес к общественной работе и значительная часть старших деятелей украинского сообщества в Маньчжурии.
В конце мая 1918 года в Киев прибыла делегация из Харбина Маньчжурской окружной рады под руководством Петра Твердовского. После приезда он посетил министра иностранных дел УНР Дмитрия Дорошенко, доложил о ситуации на Дальнем Востоке и о просьбах от имени Маньчжурской окружной рады признания российской властью Зелёного Клина частью Украины, признания украинских органов местного самоуправления и освобождения региона от российских войск. Также Маньчжурская Окружная Рада просила у российского правительства разрешить организацию войска. От украинской власти «манджурцы» просили создать при правительстве отдел по делам Зелёного Клина и назначить консула в Харбине.
Власть УНР не смогла оказать дальневосточным украинцам должной поддержки, имея территориальные споры с советской властью за Харьковский и Екатеринославский регионы. Единственное, что было выполнено, — признание Твердовского консулом украинского правительства на Дальнем Востоке. Также с Украины на восток была отправлена гуманитарная помощь — книги научной и художественной литературы на украинском языке.
По возвращении Твердовского ситуация на Дальнем Востоке была наисложнейшей: началась борьба чехов с советской властью, власть в Сибири оказалась в руках Петра Вологодского. Он и руководство чехословацких легионов согласились на создание украинской армии. Но правые российские государственные деятели начали этому мешать, а потом — запрещать.
29 июня российский эсер Александр Алексеевский издал указ, запрещающий деятельность Окружной Рады и ведение всякой украинской национальной работы. Также были арестованы самые активные украинские деятели. Некоторое время не действовал Украинский Дальневосточный Секретариат, который в то время находился во Владивостоке. В начале сентября белогвардейцами атамана Ивана Калмыкова был расстрелян экс-глава Временного Дальневосточного Украинского Комитета — Гавриил Прохорович Кириченко-Могила.
IV «Чрезвычайный» Всеукраинский Съезд был созван 24 октября 1918 года во Владивостоке. Съездом создан проект конституции украинцев Дальнего Востока. Организацию украинской армии Секретариат поручил генерал-лейтенанту Борису Хрещатицкому, участнику войны с большевиками в составе Белой армии. Хрещатицкий начал формирование украинских вооружённых формирований, но адмирал Александр Колчак запретил это, а новообразованную дивизию послал на бой с советским правительством.
Кроме военных вопросов Съезд одобрил «Украинскую декларацию народам мира», опубликованную французским, английским и русским языками, где разъяснена позиция по поводу политики советской власти и немецкой оккупации Украины. Также Съезд принял окончательное решение по вопросу массового возвращения украинских переселенцев на родину, признав его невозможным, так как такая миграция означала бы «первым в истории примером деколонизации, противоречащим историко-социальным законам, вредным как для самих переселенцев, так и для Украинского государства из-за его шаткого политического строя и слабого государственного бюджета». Кроме того, воплощение этой идеи было признано невозможным из-за технических причин.
Сразу после завершения IV Съезда в начале ноября 1918 года начала свою работу I Сессия Краевой Рады. В ней приняли участие представители лишь Владивостокского, Иманского и Маньчжурского округов. Секретариат доложил Сессии о том, что уже было сделано и что он «считает нужным ещё сделать для украинства». Краевая Рада, руководствуясь постановлениями Съезда, приняла решение продолжать организацию украинских военных формирований на Дальнем Востоке и немедленно создать краевой украинский экономический орган «Украинский банк». На сессии была создана из членов Секретариата и одного из членов Краевой Рады комиссия, которая должна была разработать статут этого экономического органа.
Весной 1919 года были достигнуты договорённости с генералом Леонидом Вериго, который начал создание вольного казачества. Тогда же во Владивостоке был организован 1-й Украинский Дальневосточный Ново-Запорожский Курень. Однако новосозданные части ощущали нехватку вооружения и амуниции.
27—31 мая 1919 года во Владивостоке состоялась II Сессия Украинской Дальневосточной Краевой Рады. Это была первая сессия Украинской Краевой Рады, на которой присутствовали делегаты почти со всех украинских окружных рад: Владивостокской, Никольск-Уссурийской, Иманской, Хабаровской, Свободненской, Забайкальской и Маньчжурской окружных рад.
28 мая в работе сессии принял участие украинский консул на Дальнем Востоке Пётр Твердовский. Он доложил о месте Украины на мировой арене, про отношения с представителями других государств, побывавшими на Дальнем Востоке и о Украине в принципе.
30 мая Краевой Радой была принята Конституция национально-культурной автономии украинства на Дальнем Востоке (составили Венедикт Яковенко, Л. Глибоцкий, И. Божко). Юрисдикция Конституции распространялась на территории Забайкальской, Амурской, Приморской, Сахалинской, Камчатской областей и Маньчжурии.
Конституцией объявлялось, что украинское население на Дальнем Востоке — это «часть уникальной украинской самостоятельной нации», имеет «племенную и культурную связь <…> с народом и краем, от которого они произошли — с Поднепровской Украиной». Утверждая эту конституцию и реализовывая этим своё право на самоопределение в форме национально-культурной автономии, дальневосточные украинцы пытались «обеспечить себе свободу на самостоятельную национально-культурную жизнь на новой родине».

### Конфликт с Белой армией
В июне 1919 года во время совещания Секретариата был сделан вывод, что разрешения на создание армии от российской власти не будет. Тогда было сделано решение объявить войну Александру Колчаку и начать организацию партизанских отрядов, которые могли бы стать основой будущего войска. На этом решении настоял командир чешского легиона генерал Радола Гайда.
Про эти планы узнала контрразведка Колчака, и деятели украинского движения были репрессированы: 20 июня казаки украинского куреня во Владивостоке были арестованы вместе с главой Секретариата Юрием Глушко-Мовой.
Восстание против Колчака набирало силу. Среди повстанцев было много украинцев, которые организовывали партизанские отряды и воевали против режима адмирала Колчака вплоть до его свержения в январе 1920 года.
Администрация приказала сослать Юрия Глушко-Мову на Камчатку. Перед ссылкой главу Секретариата отпустили для принятия им участия в похоронах сына Юрка, после чего Глушко-Мова скрывался вплоть до Владивостокского переворота 31 января 1920 года. Украинских заключённых военных тоже выпустили, но эти войска растворились в рядах Белой армии.

### Конфликт с советской властью и ликвидация
20 января 1920 года в Чите глава Окружной Рады В. Козак от имени дальневосточных украинцев послал прошение атаману Григорию Семёнову дать полноту власти и помощь в организации войска.
15 марта 1920 года Секретариат готовился к созыву V Украинского Дальневосточного Съезда, запланированного на 20 апреля, но он так и не был созван, так как генерал Леонид Вериго вынужден был распустить украинские полки из-за угроз со стороны большевиков.
6 апреля 1920 года власть в Зелёном Клине фактически перешла к Дальневосточной республике, созданной большевиками. Она служила буферным государством между РСФСР и Японией, а украинское население получило лишь культурную автономию в составе Республики.
11 июля 1920 года вышел указ Григория Семёнова о признании прав этнических украинцев в Зелёном Клине на национальное самоопределение в составе Дальневосточного государства с предоставлением каждому народу национально-территориальной автономии. Украинцам передавалась вся полнота власти на местах. Это подтверждалось указом Семёнова от 31 октября 1920 года, в котором также говорилось о необходимости создания единого Дальневосточного Сельско-Казацкого Национального Комитета, которому бы принадлежала вся власть на Дальнем Востоке.
В октябре 1920 года украинцы получили первую поддержку от Григория Семёнова за признание его главой Дальневосточной республики — 14 килограмм золота и 10 вагонов муки.
14—21 ноября 1920 года во Владивостоке состоялась III Сессия Краевой Рады. На ней рассматривался вопрос выборов в Народное Собрание Дальневосточной республики. Обдумав этот вопрос, Сессия признала, что неучастие представителей украинцев, составлявших бо́льшую часть населения, «перечит элементарным правам нации и принципам народовластия». Поэтому Краевая Рада считала, что закон о выборах в Народное Собрание надо приспособить «к сложным обстоятельствам местной краевой жизни и к смешанному населению» путём проведения выборов по национальным куриям. Также III Сессия создала новый состав Украинского Дальневосточного Секретариата, в который вошли Юрий Глушко-Мова, Африкан Криштофович, Д. Кисилёв, В. Жук и С. Прант.
Сессия выступила с острой критикой российских «едино-неделимых» кругов за их попытки создания заново «тюрьмы народов», а также стран Антанты за их поддержку притязаний Польши на территорию Западной Украины. Следовательно, Антанта, как считала Сессия, своим примером показала, что «для союзников реализация украинским народом своих прав на независимое существование нежелательна». Украинская Дальневосточная Краевая Рада также остро осудила «оккупационную» по отношению к Украине политику советской власти, оптимистично заявив, что украинский народ «пробудился». Эта Сессия была последней. После неё начались последовательные репрессии, ограничения украинской автономии.
22 октября 1922 года японские войска, являвшиеся единственной опорой Украинской дальневосточной республики, покинули Приморье. 5 ноября после захвата большевиками Владивостока был арестован Глушко-Мова вместе с другими украинскими активистами. Позже они были осуждены советской властью на Читинском процессе.
10 ноября Народное Собрание Дальневосточной республики объявило о намерениях объединиться с РСФСР: власть без войска больше не могла продолжать сопротивление. С восстановлением в Зелёном Клине власти большевиков все украинские организации были ликвидированы, их руководители и активисты арестованы, а имущество конфисковано.

### Эвакуация в Маньчжурию
Единственным городом, где оставались украинские организации, стал Харбин, располагавшийся на территории Китайской республики. Именно в Маньчжурию прибыла волна беженцев из Зелёного Клина. В Цицикаре, Даляне, Мукдене, Калгане, Нанкине и Кантоне появились новые кварталы, заселённые украинцами.
В Маньчжурии украинская диаспора насчитывала около 20—30 тысяч человек и находилась в Харбине, Даляне и Мукдене. Большие украинские общины находились в Шанхае, Циндао, Тяньцзине и Хуанчжоу.
В 1923 году китайские власти запретили украинские организации в Маньчжурии, а позже конфисковали имущество Украинского клуба, украинская гимназия в Харбине тоже была закрыта. Ликвидация в 1922 году УНР, Кубанской и Дальневосточной республик, а также ассимиляция украинцев значительно повлияли на деятельность украинского сообщества Маньчжурии. По Мукденскому договору 1924 года Китайско-Восточная железная дорога переходила в совместное пользование между РСФСР и Китаем, из-за чего украинцы, работающие на железной дороге и составляющие значительную часть всех работников, должны были принять советское гражданство, чтобы сохранить свою работу. Всё это привело к упадку всех украинских организаций в первой половине 1926 года. Фактически, тогда единственной организацией на всём Дальнем Востоке было «Просвещение» в Харбине.
Несмотря на сложные условия, украинская диаспора продолжала существовать в 1920-х годах, хотя часть украинцев переселилась из Шанхая и Гонконга, некоторые — в Бразилию и Аргентину.
Весомые изменения произошли после японской интервенции в Маньчжурию в 1931—1932 годах. Японская власть относилась к украинцам намного лучше, чем китайская. В 1934 году на правах филиал берлинской организации гетмана Украины Павла Скоропадского была создана Украинская военная организация «Далекосхідна Січ» («Дальневосточная Сечь») (секретарь — Роман Барилович). При этой организации была создана украинская военная школа. А уже в 1935 году украинцы бывшей Маньчжурской Украинской Окружной Рады договорились с японским правительством о создании Украинской национальной колонии в Маньчжурии. В городе начинают легально работать украинские издательства, организации, сообщества и радиостанция на украинском языке. В Харбин прибывают ветераны польско-украинской, Первой и Второй советско-украинских войн, другие разные политические и культурные украинские деятели. Колония начисливала около 20 тысяч человек.
Японская власть, опасавшаяся военных действий на подконтрольной ей территории из-за национального подъёма украинцев, начала первые репрессии. В 1937 году было закрыто большинство украинских сообществ, но Колонию в Харбине не ликвидировали. Смена отношения к украинцам объясняется поддержкой Японией харбинских русских, бывших белогвардейцев, которых в городе было около 100 тысяч человек.
Рост активности украинцев Маньчжурии вызвали сообщения о создании в 1938 году Закарпатской Украины и о провозглашении ей независимости в 1939 году. В «Дальневосточную Сечь» массово начали записываться украинцы, раньше не проявлявшие энтузиазма в национальных вопросах. Они начали просить паспорта Закарпатской Украины, но в том же году Венгрия оккупировала новосозданное государство.
Украинцы Колонии ждали подходящего момента для начала восстания в Зелёном Клине, а именно — объявления Японией войны СССР. Но со временем на это событие оставалось всё меньше надежды. Из-за последовательного и всё более очевидного поражения Японии во Второй мировой войне украинцам воплотить свой план не удалось. Батальон «Дальневосточная Сечь» просуществовал до 1943 года и был распущен из-за низкой финансовой и внешнеполитической поддержки от Японии, которая была занята войной с США.
9 августа 1945 года Советский Союз объявил войну Японии, которая и так была почти побеждена США. Советские войска были направлены на Маньчжурию.
15 августа из-за приближения войск СССР началась эвакуация украинцев из Харбина в Тяньцзинь, далее — в Шанхай, где была создана Украинская громада, возглавленная членом ОУН Михаилом Гнативым, куда вошло 150 человек. На базе организации появился Украинский Вспомогательный Комитет, основное задание которого — вывозить украинцев из небезопасного для них теперь Китая.
Украинская Национальная Колония просуществовала до 19 августа 1945 года, когда с приходом советских войск её ликвидировали. Часть украинцев Колонии насильно переселили, все украинские колониальные учреждения закрыли, а руководящих украинских деятелей расстреляли. Большую часть архива Колонии руководство удалось спасти, часть была вывезена в Читу.
До 1949 года Украинский Вспомогательный Комитет вместе с организацией при ООН по делам беженцев переправили большинство украинцев из Шанхая на Филиппины и Тайвань, оттуда — в Канаду, США, Австралию и Аргентину. Основную работу в Комитете по переселению беженцев выполняли Михаил Гнатив и Николай Лебедь.
1 октября 1949 года в ходе Гражданской войны пала Китайская республика, а на её месте была провозглашена враждебная к проявлениям национализма Китайская Народная Республика. На этом кончается существование любых украинских политических и культурно-просветительских учреждений на территории Китая. Украинских активистов арестовали и лишили свободы, Ивана Шлендика и Юрия Роя расстреляли.

### Современность
После распада СССР 19 марта 1993 года состоялся V Всеобщий Украинский Дальневосточный Съезд во Владивостоке. Съездом было создано объединение «Зелёный Клин» и утвержден новый состав Секретариата. Также Съезд отослал президенту Российской Федерации Борису Ельцину и органам местного самоуправления обращение, целью которого были признание и регистрация созданного объединения. Но оно так и не было зарегистрировано, поэтому не смогло начать свою деятельность.
В 2022 году было создано новое общественно-политическое движение под названием «Зелений Клин — моя Батьківщина», выступающее за реализацию права на самоопределение народов, проживающих на территории исторического Зелёного Клина, и провозглашение независимости соответствующего региона. Согласно данным с официального сайта организации, движение объединяет представителей украинской диаспоры, автохтонных народов Дальнего Востока и сторонников децентрализации.
В 2024 году Министерство юстиции Российской Федерации включило движение «Зелений Клин — моя Батьківщина» в перечень организаций, признанных террористическими на территории России.

## Государственное устройство
Региональный уровень организации в Зелёном Клине в 1918—1922 годах представляли 10 Украинских Дальневосточных Окружных Рад. Это были территориальные органы национального самоуправления, объединявшие и координировавшие деятельность украинских организаций. Юрисдикция Рад обычно распространялась на территорию уезда (Владивостокская, Никольск-Уссурийская, Иманская и Хабаровская Окружные Рады) или области (Забайкальская, Сахалинская, Камчатская Окружные Рады). На территории Амурской области действовали две Окружные Рады — Благовещенская и Свободненская. В Амурской области первоначально (в 1917 году) работала Амурская Украинская Областная Рада, которая была выбрана на Амурском Украинском Областном Съезде, произошедшей в Троицу 1917 года при участии почти 200 делегатов. Амурская Украинская Областная Рада в 1917 году представила свой список на выборы во Всероссийское учредительное собрание (О. Володько, Л. Король, Г. Рудиков, Я. Ситницкий).
Высшим украинским представительским и законодательным органом в Зелёном Клине в 1918—1922 годах была Украинская Дальневосточная Краевая Рада, возглавлявшая структуру национально-представительских органов украинского населения, которая включала и местные Громады и Окружные Рады. Статус и основные принципы деятельности Украинской Дальневосточной Краевой Рады были закреплены в Конституции национально-культурной автономии украинства на Дальнем Востоке, которая была принята на II Сессии Украинской Дальневосточной Краевой Рады во Владивостоке 30 мая 1919 года.

## Культура

### Пресса
Важным феноменом в этот период в Зелёном Клине становится украинская пресса. В 1917—1922 годах здесь выходило большое количество газет на украинском языке:
- «Українець на Зеленому Клині» («Украинец в Зелёном Клине») (1917—1920);
- «Щире слово» («Искреннее слово») (1919—1920);
- «Українська думка» («Украинское мнение») (1921);
- «Громадська думка» («Общественное мнение») (1921);
- «Известия Дальневосточного Украинского пресс-бюро» во Владивостоке (1920);
- «Хвилі України на Сахаліні» («Волны Украины на Сахалине») (1917—1918);
- «Ранок» («Утро») (1917);
- «Нова Україна» («Новая Украина») в Хабаровске (1918);
- «Українська справа на Амурі» («Украинское дело на Амуре») (1917);
- «Амурський українець» («Амурский украинец») в Благовещенске (1920);
- «Зоря» в Никольск-Уссурийске (1920—1921);
- «Українське життя» («Украинская жизнь») в Никольск-Уссурийске (1921—1922);
- «Засівні» («Посевные») в Харбине (1917—1918);
- «Манівець» («Обход») на станции «Маньчжурия» (1920);
- «Український Сахалін» («Украинский Сахалин») (1921);
- «Поступ» («Прогресс») в Харбине (1921—1922);
- «Вимоги життя» («Условия жизни») в Харбине (1921—1922).

Некоторые газеты издавались и после оккупации в 1922 году Зелёного Клина и Маньчжурии:
- «Далекий Схід» («Дальний Восток») (1925—1926);
- «Українське життя» («Украинская жизнь») (1929—1930);
- «Українське слово» («Украинское слово») (1932);
- «Маньджурський вістник» («Маньчжурский вестник») (1932—1937).

### Книгоиздательство
В это время велись и попытки организации в Зелёном Клине книгоиздательства на украинском языке. Этим занимались:
- Дальневосточное издательское сообщество имени Т. Г. Шевченко в Хабаровске (1918);
- Украинский Дальневосточный издательский союз во Владивостоке (1920);
- Украинское Дальневосточное краевое кооперативно-издательское сообщество имени Т. Г. Шевченко во Владивостоке (1920);
- Издательство «Сяйво» («Сияние») в Никольск-Уссурийске (1920);
- Издательство «Січ» («Сечь») в Никольск-Уссурийске (1921).

### Просвещение
В 1917 году только в Приамурье работало 88 украинских школ, также планировалось открытие высших образовательных учреждений.
4 мая 1921 года в Чите был создан специальный Украинский отдел, усилиями которого начали открываться украинские школы. Первые были открыты на станции Хилок, в Верхнеудинске, Чите, Борзе, Благовещенске, Свободном и Хабаровске.
В 1921 году в Хабаровском уезде работало 22 школы, а в Амурской губернии — 9. Расширить школьную сеть не позволяла постоянная нехватка учителей и учебников.
Всего в Зелёном Клине действовало больше 700 школ.

### Религия
Наибольшее расширение украинской религиозной деятельности было в Маньчжурии. Ещё летом 1917 года по просьбам украинцев была отправлена первая украинская панихида в память Полтавской битвы по гетману Ивану Мазепе в Харбинском кафедральном соборе. Панахида преобрела широкую огласку и вызвала возмущение со стороны Приморского епископа Евсевия.
Первой украинской религиозной организацией на Дальнем Востоке стало Украинское Свято-Покровское братство, основанное в 1921 году в Харбине Леонтием Пекарским. Временное помещение для церкви в Украинском доме освятил архиепископ Харбинский и Маньчжурский Мефодий 26 ноября 1921 года. Часть литургии для прихода подарил митрополит Киевский и всея Украины Василий. Первая служба на украинском языке произошла в Благовещение в 1924 году. Обычно службы выполнялись на церковнославянском языке, а на украинском, как правило, раз в месяц. В 1930 году в Харбине была возведена украинский Храм Покрова Пресвятой Богородицы, расположенная на старом харбинском кладбище. Также в Маньчжурии действовала и грекокатолическая миссия. Известно, что тогда в Харбине украинцев-грекокатоликов было не более 12 человек.

## Экономика
Выполнение культурных запросов дальневосточных украинцев, согласно Конституции, должно было обеспечиваться государственным бюджетом. Основным доходом украинского бюджета была деятельность украинских дальневосточных коопераций.
Уже в постановлениях I Всеукраинского Дальневосточного Съезда фондовой секции было сделано решение о необходимости основания кредитной кассы (общества), членами которой должны были стать все сознательные украинцы. Касса должна была кредитовать украинские организации и юридических лиц украинской национальности, руководствуясь принципом «Свой к своему за своим». Прибыль от деятельности этого кредитного общества должна была направляться на так называемый национальный «Железный фонд»
Экономика Украинской дальневосточной республики формировалась за счёт таких отраслей: добыча золота и цветных металлов, рыбная и лесная промышленность, промысловая охота и судостроение. Из продукции сельского хозяйства с 1912 года распространилась соя.
В 1919—1922 годах на Дальнем Востоке активно развивались кооперации, которые должны были удовлетворять экономические потребности украинцев и одновременно способствовать культурному развитию. Действовали такие украинские производственные кооперативы:
- «Чумак» (всереспубликанский);
- «Гайдамака» в Никольск-Уссурийске;
- «Запорожец» в Хабаровске;
- «Украинец» в Благовещенске;
- «Хлебороб» в Свободном;
- «1-й Украинский» в Чите;
- «2-й Украинский» в Александровск-Сахалинском.

Отделы «Чумака», направлявшего 25 % всей своей прибыли в украинский бюджет, были почти во всех самых крупных городах Дальнего Востока: в Никольск-Уссурийске (10 февраля 1921 года), Имане (февраль 1920 года), Хабаровске, Свободном, Благовещенске, Чите и Харбине. Также отделы были в Шанхае (уполномоченный — И. Луговой) и Токио (уполномоченный — Е. Коломиец).

## Вооружённые силы
Перед Февральской революцией 1917 года украинцы, как из числа местных жителей, так и призванные на службу с Украины, составляли значительную часть особого состава Русской Императорской армии в Сибири и в Зелёном Клине. По некоторым данным, во Владивостоке украинцы составили 50—60 % особого состава местного гарнизона. Украинцы в армии приняли активное участие в развитии украинского национальной деятельности на Дальнем Востоке с первых дней революции, составляя значительную часть украинских громад.